# Нижняя Боёвка
Нижняя Боёвка — деревня в Сосковском районе Орловской области России.
Входит в состав Алмазовского сельского поселения.

## География
Расположена на правом берегу реки Ицка южнее деревни Зяблово и восточнее деревни Озеровка.
В деревню заходит просёлочная дорога, имеется одна улица — Луговая.

## История
Недалеко от деревни в 1817—1819 годах была построена каменная Покровская церковь; находилась в 400 метрах западнее околицы Нижней Боёвки. Рядом находился погост. До настоящего времени не сохранилась.
По состоянию на 1927 год деревня принадлежала Алмазовскому сельскому совету Нижне-Боевской волости Орловского уезда; её население составляло 394 человека (231 мужчина и 163 женщины) при 53 дворах. В Нижней Боёвке находилось торговое заведение III-го разряда.

## Население
| 2010 |
| ---- |
| 17   |